# 赵崇度
赵崇度（1175年—1230年），字履节，号节斋，饶州余干（今属江西）人。
赵汝愚第五子。母親秦國夫人徐氏。淳熙二年生，十六岁受学于朱熹，授以《大学》，歸後其父又授以《资治通鉴》。嘉定年間为泉州市舶司提举，當时真德秀为知州，二人結親家。再由承務郎改為右曹郎中，提舉湖南常平，改江西，終官朝散大夫。绍定三年卒。著有《磬湖集》、《左氏常谈》等。

## 家庭
兒子
- 長子 趙必悌
- 次子 趙必恬
- 三子 趙必怡
- 四子 趙必悰